# 六國大封相

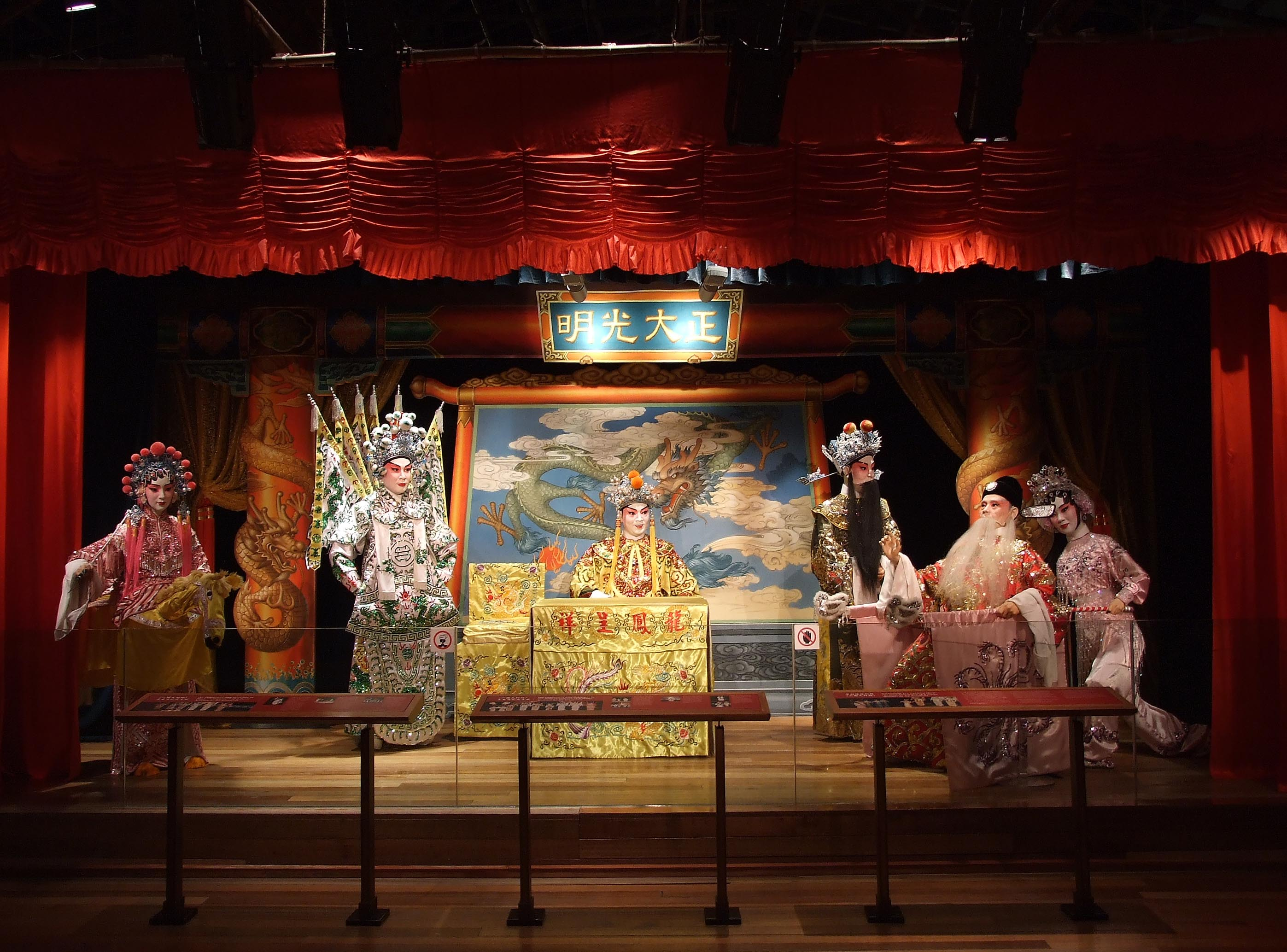
香港文化博物館粵劇文物館《六國大封相》的排場

《六國大封相》是一套粵劇，相傳在中国清代同治年間，由廣東四大狀師之一的劉華東參考崑劇《金印記》與《滿床笏》改編而成的，講述戰國時代蘇秦遊說六國以合縱策略，聯盟抗秦，六國拜蘇秦為丞相。　
該劇有「六國王出場」、「六元帥上場」、「羅傘架」、「接聖旨」、「出馬」、「出車」、「坐車」等排場，著重以表演排場為主，以做功細膩見長，配以豐富的單打大鑼鼓和牌子音樂的。當中以不同演出片段讓不同演員表演個人功架，有檢閱演員的意味在內，其中有武生和正印花旦表演的坐車和推車、六國元帥表演打馬上場，及三幫和四幫花旦藉羅傘架表演戲曲身段等。而由丑角擔演六色馬中的胭脂馬，演出逗趣的片段。而六位帶馬的六旗手，通常由武師擔演，於拉馬時表演翻騰絕藝，作為全劇的尾聲。
粵劇戲在開臺首晚演出正本戲前，必須加演《八仙賀壽》（即《碧天賀壽》），全劇演出時間約一個半小時。全劇人物眾多，鼓樂鏗鏘，富麗堂皇，演出時要傾全個戲班之力，大演功架，成為劇團顯示實力的劇目之一。

## 词义的变迁
《六國大封相》因在朱盛才殺人案中被引用，時至今日，在香港以至於粵語俗語中，「六國大封相」常用於形容吵鬧、打架，和近乎不可收拾的混亂局面。